# Parafreutreta oriens
Parafreutreta oriens es una especie de insecto del género Parafreutreta de la familia Tephritidae del orden Diptera.

## Historia
Fue descrita científicamente por primera vez en el año 1940 por Munro.